# Лесняк, Михал
Ми́хал Ле́сняк (пол. Michał Leśniak; 5 июля 1913 — 25 февраля 1983) — польский актёр театра, кино и телевидения.

## Биография
Родился в Кракове. В 1937—1939 годах он был хористом и статистом краковского театра имени Юлиуша Словацкого. В моменте начала войны Польши с фашистской Германией он взят к армии, попал в плен войскам вермахта и был заключён в германский лагерь для офицеров в Мурнау-ам-Штаффельзее, где он вступил в любительский театр. После освобождения из плена в 1945 году, сдав экзамены экстерном, получил актёрский диплом. Затем был актёром театров в разных городах, выступал в «театре телевидения». Умер в Катовице.

## Избранная фильмография
- 1953 — Трудная любовь / Trudna miłość
- 1954 — Валтасаров пир / Uczta Baltazara
- 1958 — Дезертир / Dezerter
- 1960 — Крестоносцы / Krzyżacy
- 1962 — Чёрные крылья/ Czarne skrzydła
- 1971 — Жемчужина в короне / Perła w koronie
- 1976 — Честь ребёнка / Honor dziecka
- 1978 — Уленшпигель со святых гор / Sowizdrzał świętokrzyski
- 1979 — Ария для атлета / Aria dla atlety
- 1979 — Отец королевы / Ojciec królowej
- 1980 — Грешная жизнь Франциска Булы / Grzeszny żywot Franciszka Buły
- 1981 — Лимузин Даймлер-Бенц / Limuzyna Daimler-Benz
- 1981 — Война миров. Следующее столетие / Wojna światów – następne stulecie

## Признание
- 1975 — Кавалерский крест Ордена Возрождения Польши.